# Hiroki Kotani
Hiroki Kotani (小谷 光毅 Kotani Hiroki?, Osaka, 25 de abril de 1993) es un futbolista japonés que juega como centrocampista en el Kamakura Int FC.

## Trayectoria

### Clubes
| Club                  | País     | Año       |
| --------------------- | -------- | --------- |
| BCF Wolfratshausen    | Alemania | 2017      |
| VfR Garching          | Alemania | 2017-2018 |
| Grulla Morioka        | Japón    | 2018      |
| Blaublitz Akita       | Japón    | 2019      |
| Iwate Grulla Morioka  | Japón    | 2020      |
| Shinagawa CC Yokohama | Japón    | 2021      |
| Tokyo United          | Japón    | 2021      |
| Kamakura Int FC       | Japón    | 2022-     |